# János Pilinszky
János Pilinszky, né le 25 novembre 1921 à Budapest et mort le 27 mai 1981 dans la même ville, est un poète et dramaturge hongrois.

## Biographie
Il est né à Budapest et étudie le droit, la littérature et l'histoire à l'université Loránd Eötvös. Il a été prisonnier de guerre en 1944, notamment au camp de concentration de Ravensbrück.
Poète d'inspiration catholique, il écrit en 1959 Harmadnapon  (Au troisième jour), qui n'est publié que dix ans après, parce que le Parti communiste au pouvoir considérait ce recueil comme trop « pessimiste ». Harmadnapon contient son poème Apokrif, considéré comme son chef-d'œuvre, et comme un sommet de la poésie hongroise. Ce poème reprend l'histoire de l'enfant prodigue, résume l'expérience de Pilinszky dans les camps, et exprime son regret de l'absence de Dieu au monde.
Plusieurs de ses recueils de poésies sont traduits et publiés en anglais (par Ted Hughes) et en français (par Pierre Emmanuel et Lorand Gaspar).
En 1971, il reçoit le prix Attila-József et en 1980 le prix Kossuth.

## Œuvres traduites en français

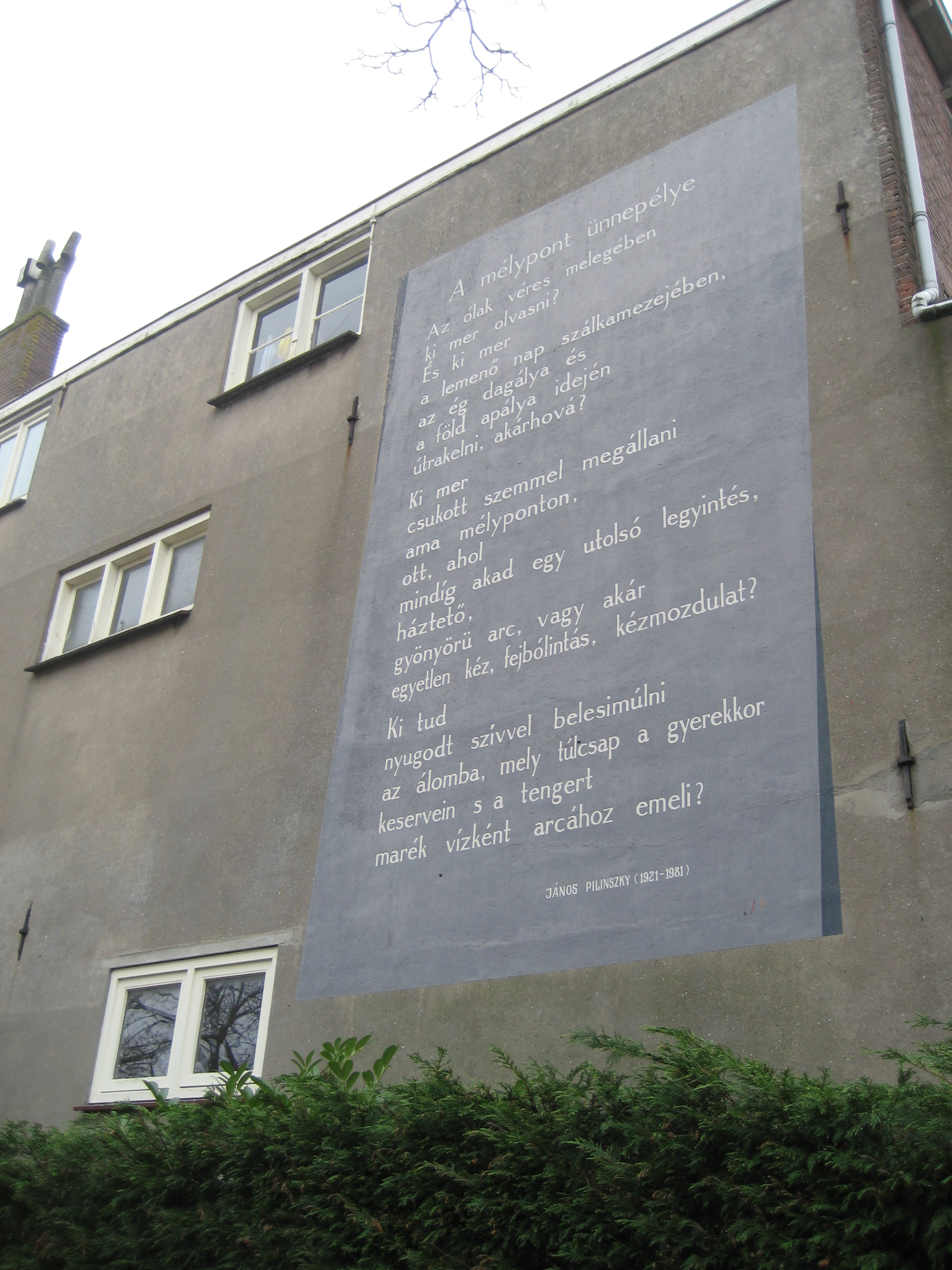
Poème A mélypont ünnepélye sur un mur de Leyde

- Poèmes choisis, traduit par Loránd Gáspár et Sarah Clair, Gallimard, coll. « Du monde entier », 1982  (ISBN 2-07-021444-3)
- K Z-oratorio, traduit par Loránd Gáspár et Sarah Clair, Paris, Obsidiane, coll. « Théâtre », 1983  (ISBN 2-904469-06-0)
- Poèmes, traduit par Maurice Regnaut (avec des œuvres de László Kálnoky et Sándor Weöres), Action poétique, coll. « Selon » no 4, 1985 (BNF 34957282)
- Trente poèmes, traduit par Loránd Gáspár et Sarah Clair, éditions de Vallongues, 1990  (ISBN 2-906591-08-4)
- Même dans l'obscurité suivi de Journal d'un lyrique, traduit par Loránd Gáspár et Sarah Clair, éditions de la Différence, coll. « Orphée » no 83, 1991  (ISBN 2-7291-0616-2)
- Entretiens avec Sheryl Sutton, traduit par Loránd Gáspár et Sarah Clair, éditions de Vallongues, 1994  (ISBN 2-906591-14-9)
- Trois autels et autres récits, traduit par Loránd Gáspár et Sarah Clair, éditions de Vallongues, 1998  (ISBN 2-906591-25-4)